# Escudo de armas del estado Barinas
El escudo de armas del Estado Barinas fue establecido por Decreto de fecha 5 de febrero de 1910, ratificado por Decreto de 19 de marzo de 1920, según Gaceta Oficial N.º 224, del Estado Zamora, de fecha 27 de marzo de 1,920, y cuya forma y atributos son los siguientes: 
1.- Escudo de Armas del Estado Barinas, es cortado y tiene la faja superior dividida en dos cuarteles; 
2º.- Su contorno o perímetro formarán líneas cursas así: en el vértice lo formarán dos líneas de concavidad hacia arriba y terminarán por extremidad libre en una diagonal que las unirá con las respectivas laterales. Cada lateral se prolongará hasta encontrar con la base del Estado, formadas por dos curvilíneas que se unen en ángulo agudo por la parte media de dicha base.
3º.- La faja superior del Escudo estará separada de la inferior por un burel de oro encerrado entre dos líneas curvas y de convexidad hacia arriba. Este burel llevará escritas en rojo las palabras «Dios y Federación» para representar la sangre derramada por los hijos de Barinas en defensa de la doctrina Liberal. 
4º.- El Cuartel de la Derecha, en campo de gules, llevará dos espadas y dos pabellones cruzados y un gorro frigio en el centro, Símbolo de la República, para representar el glorioso trofeo conquistado por el heroísmo y el denuedo de los hijos del Estado, en la lucha por la integridad del suelo de la patria. 
5º.- El Cuartel de la izquierda contendrá, en campo amarillo, un ramo cafeto y una mata de tabaco, entrelazados y un caduceo de oro en medio, para representar el comercio de estos dos principales frutos exportables que se cultivan en la región. 
6º.- La faja interior representa el suelo barinés al pie de los Andes, donde nace uno de los principales ríos navegables, que corre por la pampa después de fertilizar la zona de los bosques, representada en el centro, en cuyo sitio se ostentará un toro para indicar la riqueza de la tierra. 
7º.- En la parte superior del Escudo se levantará un sol de oro símbolo de la gloria, el cual llevará la siguiente inscripción: «Santa Inés. 10 de diciembre de 1859». con esta alegoría se recordará el hecho magno de haber sido Barinas el primer Estado que se constituye como Entidad libre y Autónoma y de haberse librado en su suelo una de las más gloriosas batallas de la Cruzada Federal. Más arriba ostentarán siete estrellas en representación de las siete Provincias que declararon la Independencia de Venezuela, de las cuales Barinas, fue una de ellas. 
8º.- Todo el Escudo estará circundado de una corona de laurel y estará atada por un lazo amarillo en su parte interior.
- Datos: Q5838430